# 크리스토퍼 샤이어
크리스토퍼 샤이어(Christopher Shyer, 2000년 1월 1일 ~ )는 캐나다의 배우이다.

## 출연 작품

### 영화
- Voyage of Terror (1998)
- 기동전사 건담 G-세이비어 (1999, G-Saviour)
- The Operative (2000)
- 어느날 그녀에게 생긴 일 (2002)
- 코어 (2003) - 데이브 페리 역
- Invitation (2003)
- 피어스 피플 (2005)
- Big Bad Wolf (2006)
- Shut Up and Shoot! (2006)
- 우아한 디너 (2008, Awkward)
- 제이. 에드가 (2011) - 리처드 닉슨 역
- Maybe Tomorrow (2012)

### 텔레비전
- The New Addams Family (1998, 1999)
- Cold Squad (1999-2005) - 벤 워커 / 마일스 라슨 역
- 뉘른베르크 (2000)
- 탐정 몽크 (2002)
- 카테고리 6 - 지구 멸망의 날 (2004, Category 6: Day of Destruction) - 크레이그 실츠 역
- NCIS (2005) - 카일 분 역
- V (2009-11) - 마커스 역
- 나이트 에이전트 (2023)